# Las españolas pintadas por los españoles
Las españolas pintadas por los españoles es una obra coral costumbrista, publicada en Madrid en dos entregas, entre 1871 y 1872, siguiendo el modelo de Los españoles pintados por sí mismos. El director del proyecto fue el periodista Roberto Robert, y contó con la colaboración y participación literaria de escritores como Benito Pérez Galdós, Carlos Frontaura, Julio Nombela, Ventura Ruiz Aguilera o Enrique Pérez Escrich.
Presentada en su cubierta como una «colección de estudios acerca de los aspectos, estados, costumbres y cualidades generales de nuestras contemporáneas», fue una recopilación más de tipos o estampas, en esta ocasión de estereotipos femeninos del siglo xix español, en la línea de El álbum del bello sexo o las mujeres pintadas por sí mismas (1843). Tuvo una réplica en Las mujeres españolas, portuguesas y americanas, obra publicada en tres tomos, en 1872, 1873 y 1876.
La obra incluye en cada tomo cinco láminas, con grabados originales de Aristi y L. Burgos, y dibujos de J. L. Pellicer y Feñer. Hay que señalar que en la cubierta se anuncia la participación de Campoamor y de otros autores que no llegaron a redactan artículo alguno.

## Tipos costumbristas
La colección de motivos reúne un total de 35 artículos en el primer volumen y 33 en el segundo. Presentaba personajes como: "La cómica de la legua", que abría el primer volumen de la recopilación y estaba firmada por Pérez Escrich; el políptico titulado "Cuatro mujeres", una de las dos discretas aportaciones de Galdós; "La vieja verde" y "La cenicienta" del postromántico Moreno Godino; "La suripanta" de Eusebio Blasco; o "La pitonisa del barrio", "La que va a caer" y "La tertuliana del café", firmadas por el propio Roberto Robert, editor de la obra.
Los supuestos estereotipos incluían personajes dignos del más ácido estudio de costumbres, sin la agudeza de ingenio de un Larra, y sí con dosis de machismo, según el dibujo tradicionalista habitual en el siglo xix).